# マッシー＝パレゾー駅
マッシー＝パレゾー駅（フランス語: Gare de Massy - Palaiseau）はパリの南郊15kmのエソンヌ県マッシーにある、フランス国鉄（SNCF）及びパリ交通公団（RATP）の鉄道駅。
開業は1883年で、RER（B線およびC線）やTGV・トランスリエンV線・パリトラムT12号線が当駅を発着する。RER B線のみパリ交通公団（RATP）管轄で、その他の路線・系統はフランス国鉄（SNCF）の管轄となる。LGV大西洋線が開通し、独立してマッシーTGV駅が開業しているおり、当駅とも繋がっている。

## 駅構造
操車場を挟んでRATP管轄（RER B線）とSNCF管轄（RER C線など）の橋上駅舎・ホームがあり、改札口も別個になっている。ホームはそれぞれ島式ホーム2面4線を有する。両者の駅施設は跨線通路で結ばれている。マッシーTGV駅は駅東の出口（カルノ通り）側にある。

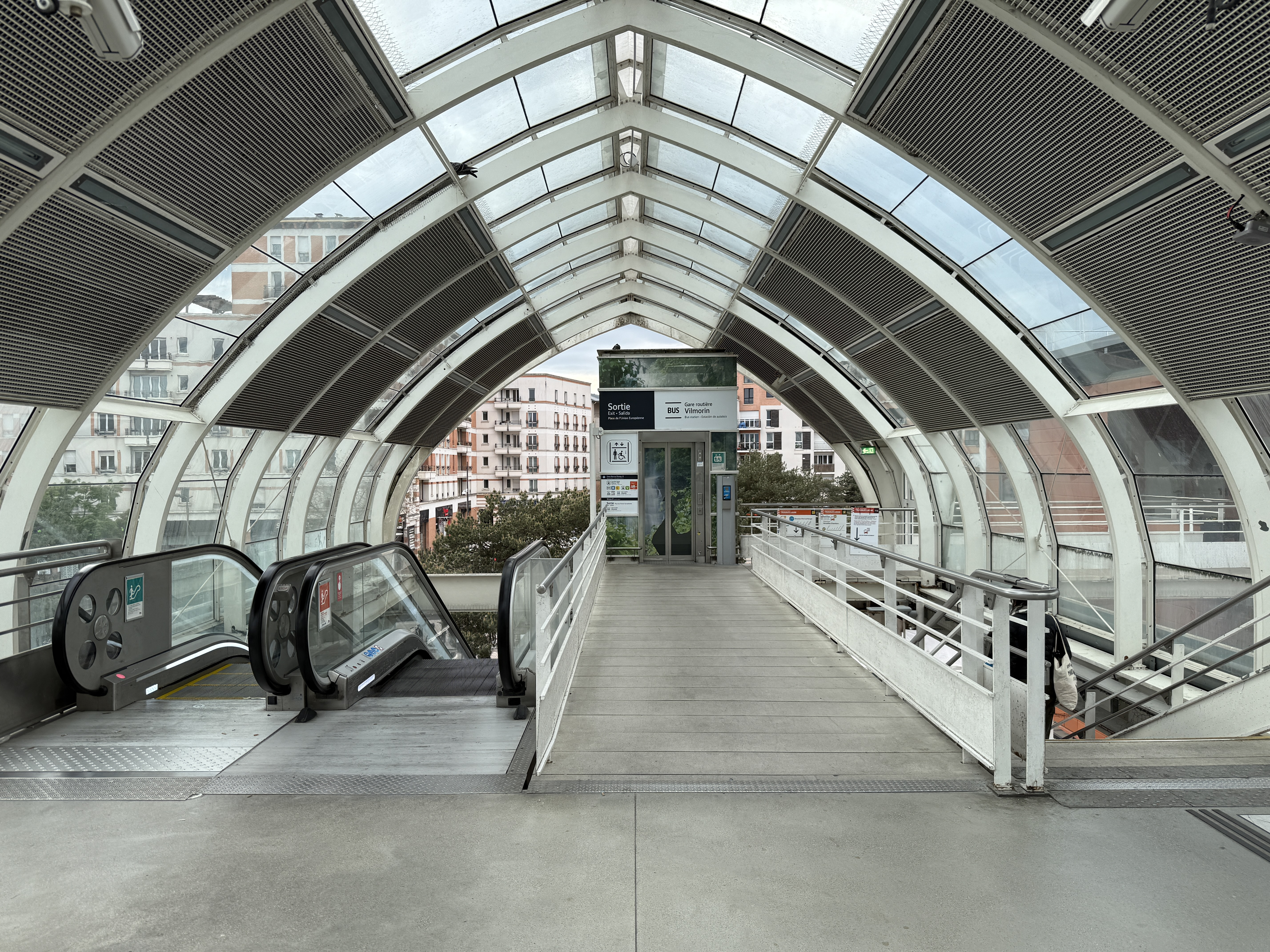
レモン・アロン通り出入口
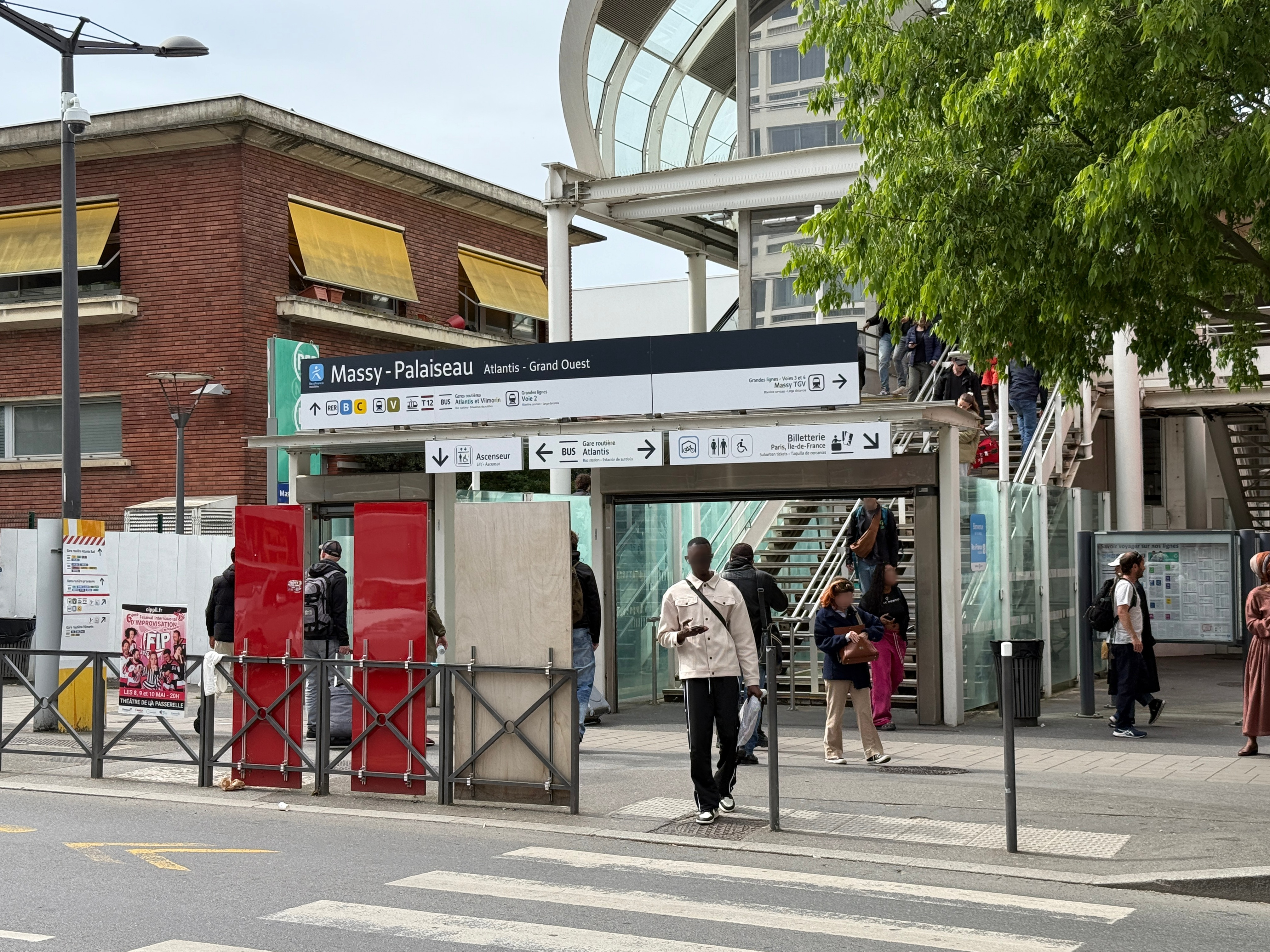
カルノ通り出入口
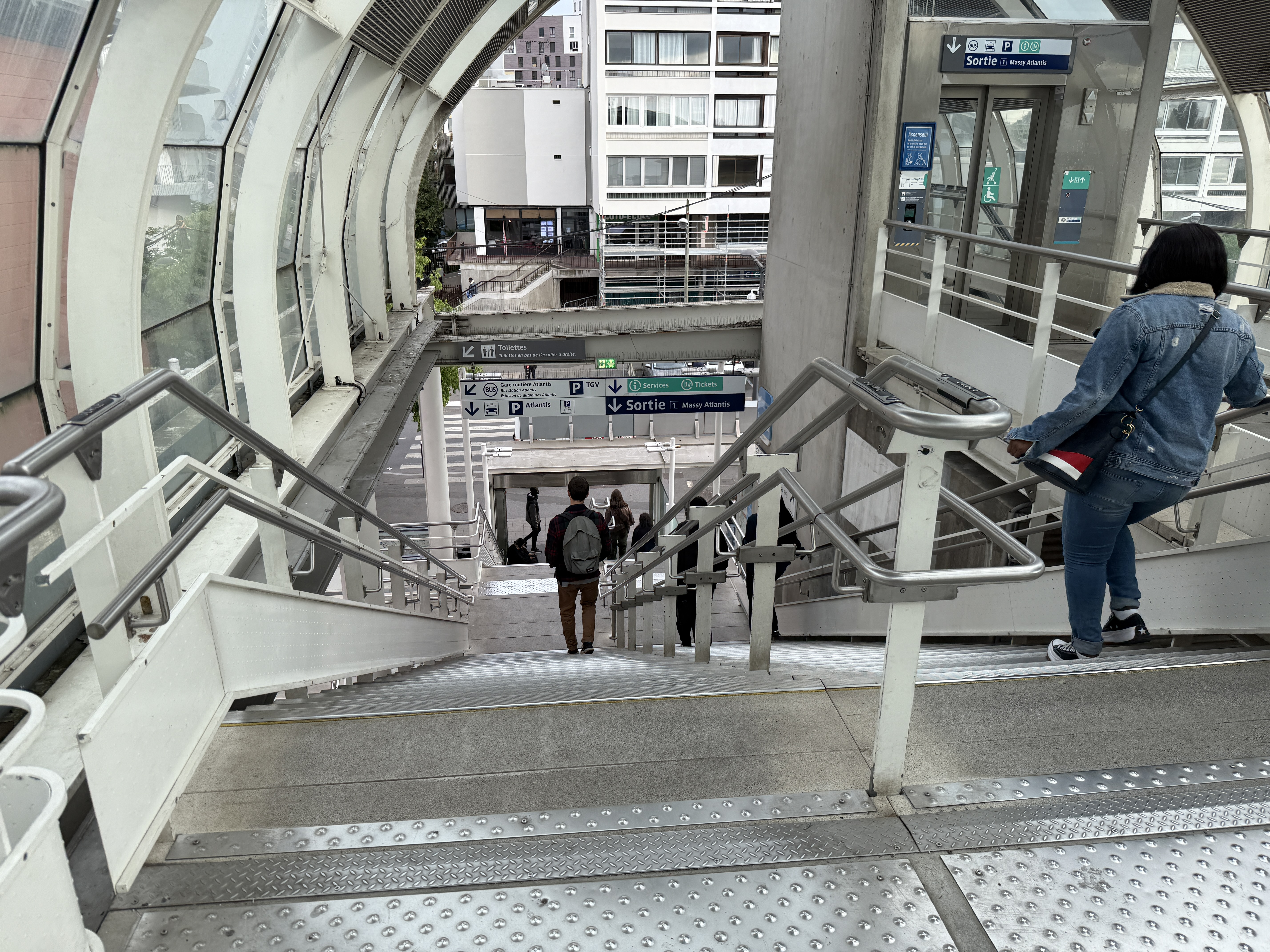
カルノ通り出入口
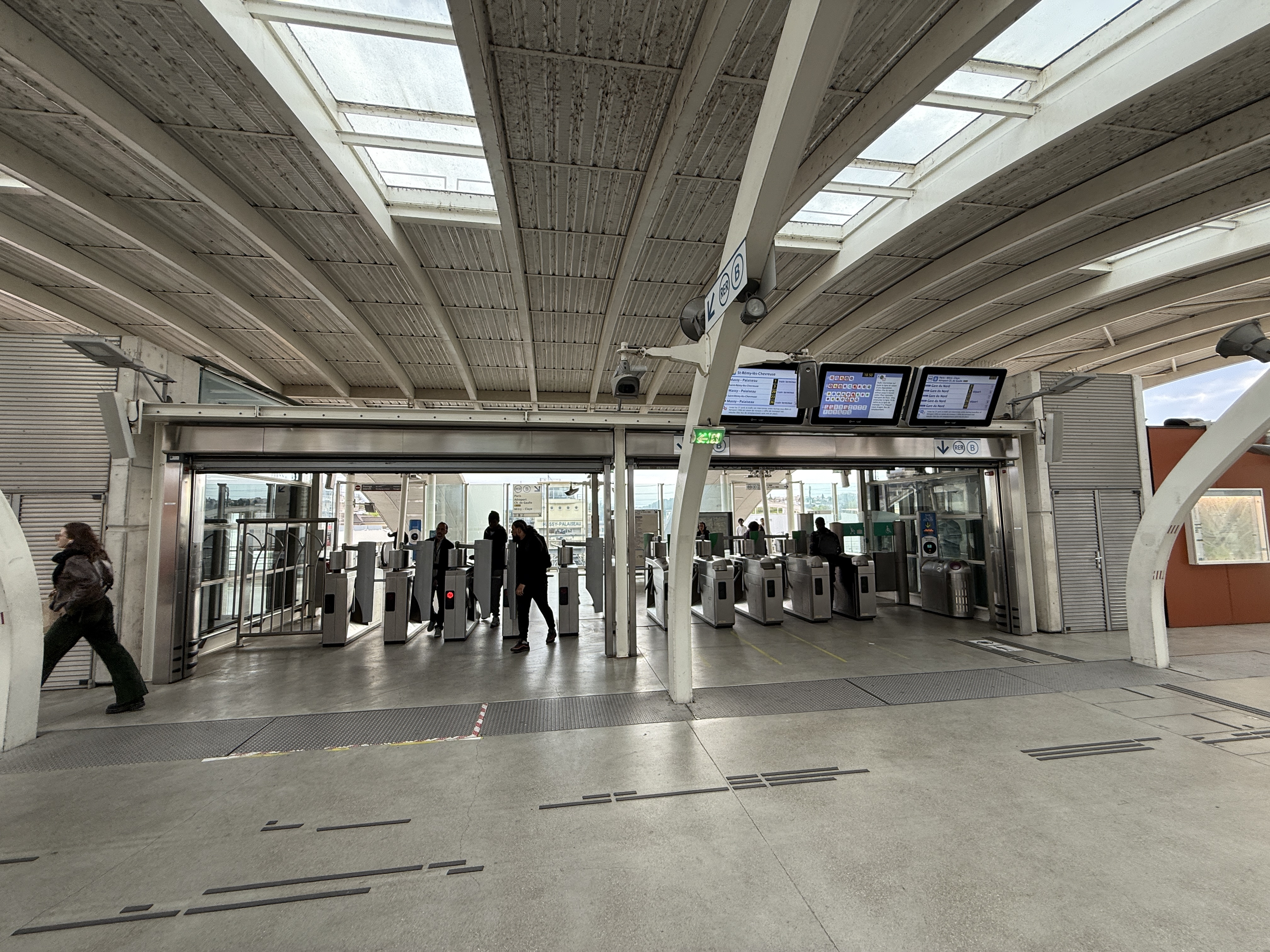
RER B線（RATP）改札口
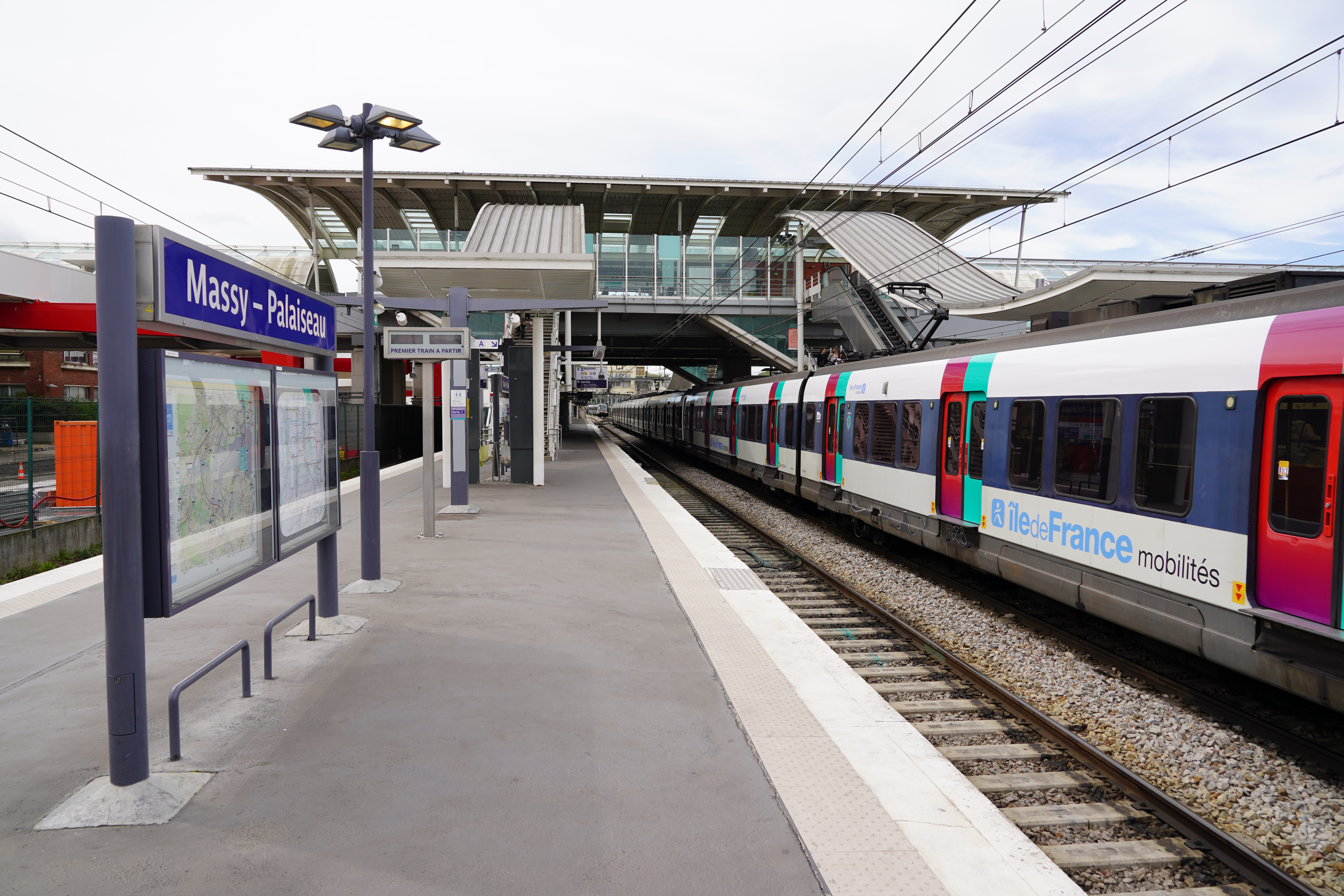
RER B線（RATP）ホーム
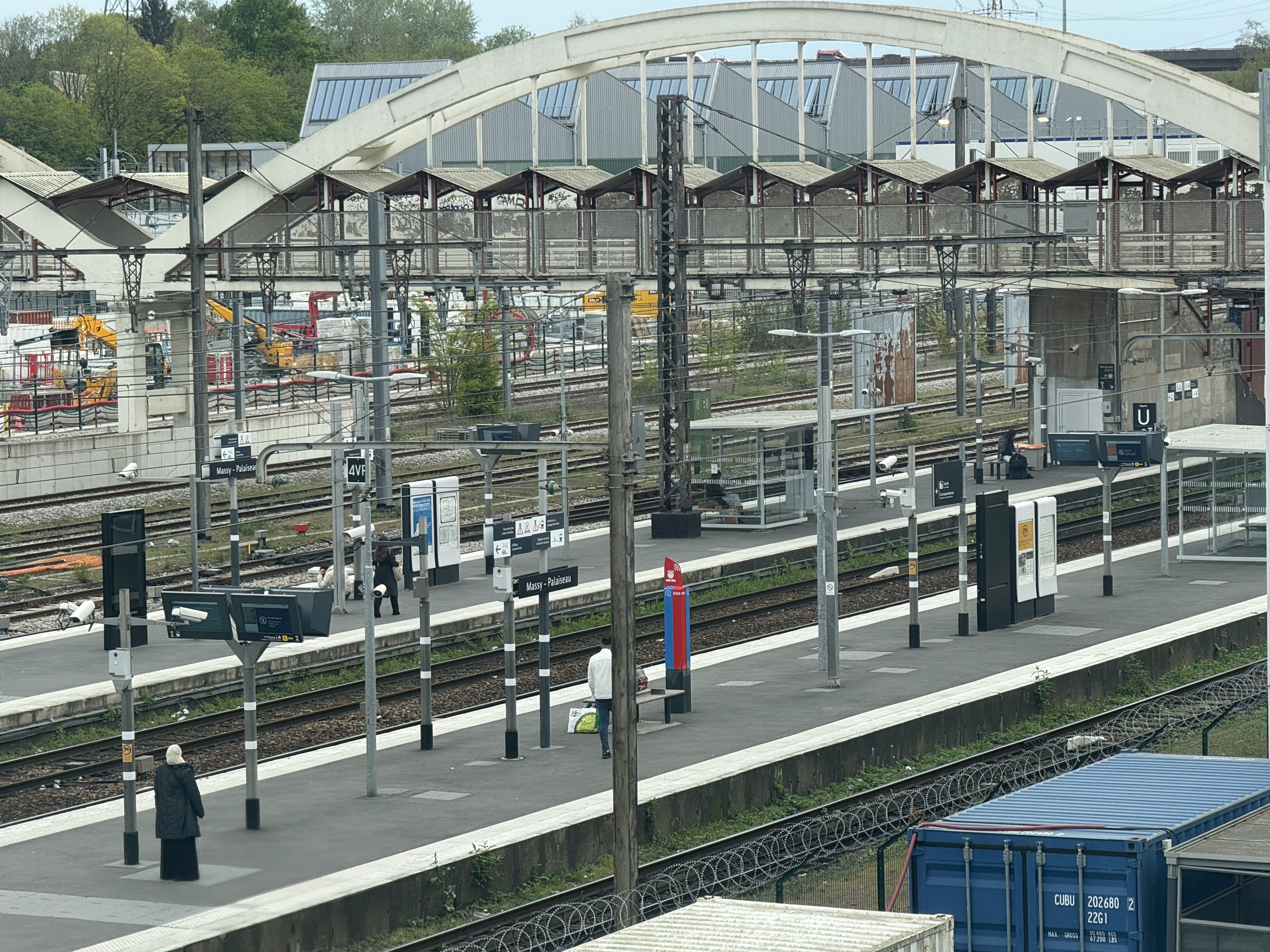
SNCFホーム
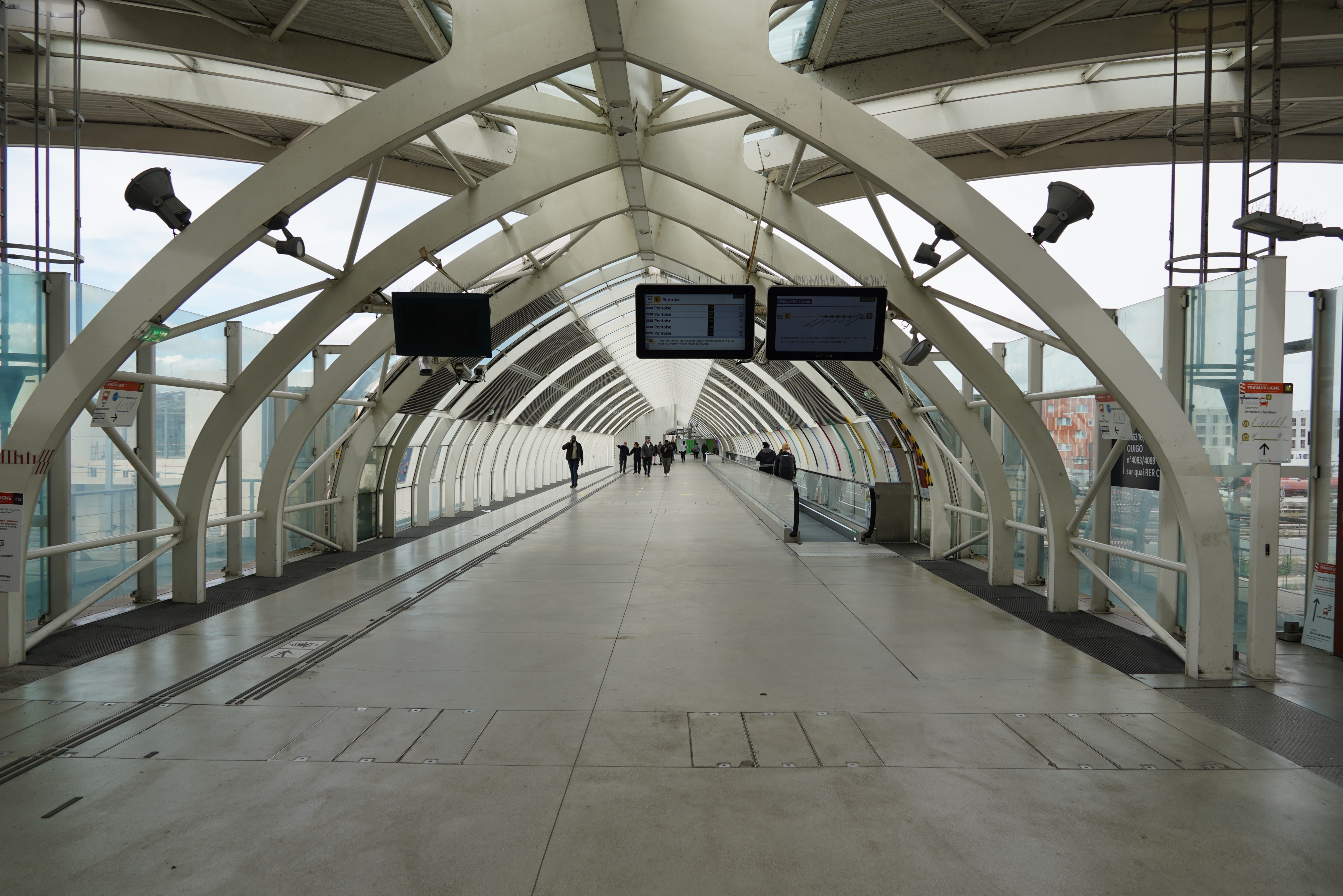
跨線通路

## 利用状況
2021年の年間利用客はRATP側が6,819,340人でRATP運営のRER駅中7位、SNCF側は4,675,988人。

## 駅周辺
カルノ通り側（東側）
- マッシーTGV駅
- アトランティス小学校（Ecole Élémentaire Atlantis）
- パテ マッシー

レモン・アロン通り側（西側）
- オーシャン（英語版、フランス語版）スーパーマーケット マッシー
- パルク・デ・ヴィルゲニス高校（Lycée Parc de Vilgenis）

## 隣の駅
| フランス国鉄（SNCF）                                                                                  | フランス国鉄（SNCF）  | フランス国鉄（SNCF）                                               |
| --- | --------------------- | ------------------------------------------------------------------ |
| リヨン・パール＝デュー駅 マルセイユ・サン＝シャルル方面                                               | TGV inOui             | ヴェルサイユ＝シャンティエ駅 ル・アーヴル方面                      |
| オステルリッツ駅 ジュヴィジー駅 ポン・ド・ランジス＝オルリー空港 オステルリッツ方面                   | Ouigo Train Classique | ヴェルサイユ＝シャンティエ駅 ナント方面 レンヌ方面                 |
| マッシー＝ヴェリエール駅 ポントアーズ方面                                                             | RER C線               | 終点駅                                                             |
| 起点駅                                                                                                | トランスリエンV線     | イニー駅 ヴェルサイユ＝シャンティエ方面                            |
| マッシー＝ウロップ駅 エヴリー＝クールクロンヌ方面                                                     | トラム12線            | 終点駅                                                             |
| パリ交通公団 (RATP)                                                                                   |                       |                                                                    |
| マッシー＝ヴェリエール駅 オルネー・スー・ボワ シャルル・ド・ゴール空港第2TGV方面 ミトリー＝クレイ方面 | RER B線               | パレゾー駅 オルセー＝ヴィーユ方面 サン＝レミ＝レ＝シュヴルーズ方面 |